# Corrosió
La corrosió és l'alteració que causa l'ambient en els materials, excloent els efectes purament mecànics, com ara el desgast per fregament i la ruptura per impactes. N'hi ha d'altres, però els exemples més coneguts de corrosió són les degudes a l'oxidació, o alteracions químiques dels metalls a causa de l'aire, com la formació d'òxid de ferro en l'acer o la pàtina verda en el coure i els seus aliatges, com per exemple el llautó.

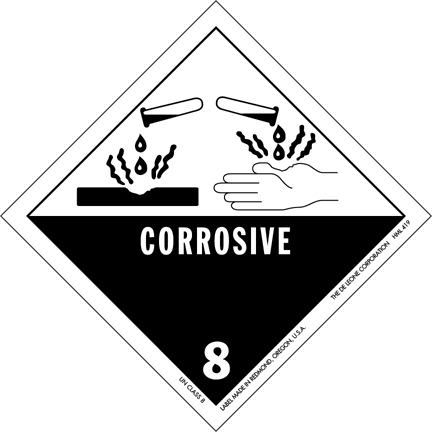
Símbol de perill per a substàncies corrosives

La corrosió és un fenomen molt més ampli que afecta pràcticament tots els materials (metalls, ceràmiques, polímers...) i es pot produir en molts tipus d'ambients (mitjans aquosos, atmosfera, alta temperatura…).
La corrosió és un problema industrial important, ja que pot ser causa d'accidents (trencament de certes peces) i, a més, representa un cost important, ja que es calcula que cada pocs segons es dissolen cinc tones d'acer al món. Uns pocs nanòmetres o picòmetres invisibles en cada peça, multiplicats per la quantitat d'acer existent al món, són realment una pèrdua important de material. Es calcula que, en general, el cost d'aquest desgast no és inferior al 2% del producte intern brut.
La corrosió és un camp de les ciències de materials que invoca al seu torn nocions de química i de física (físicoquímica)

## Aproximació a la corrosió dels metalls
La corrosió dels metalls és un fenomen de caràcter espontani termodinàmicament. Malgrat rares excepcions (l'or, el ferro d'origen meteorític…) els metalls estan presents de forma nativa a la Terra en forma d'òxid, essent part de minerals, com ara la bauxita en el cas de l'alumini o l'hematita en el del ferro. L'òxid és químicament més estable. Des de l'antiguitat, la metal·lúrgia ha consistit a reduir els òxids en alts forns, per tal d'obtenir el metall en estat elemental, principalment en el cas del ferro. Si el metall es corrosiona, implica una pèrdua de propietats, com ara resistència mecànica, degut a la pèrdua de metall, i es poden ocasionar fallides, i té un cost econòmic rellevant ja que s'han de protegir o substituir les peces.
La corrosió és una reacció química de tipus redox en la qual intervenen dos elements principals: el metall que s'oxida, i l'ambient que l'envolta, que actua com a font d'agent oxidant, que “roba” electrons del metall. Alguns exemples d'ambients són l'aire, aigua, solucions àcides o bàsiques, etc...

## Naturalesa redox de la corrosió

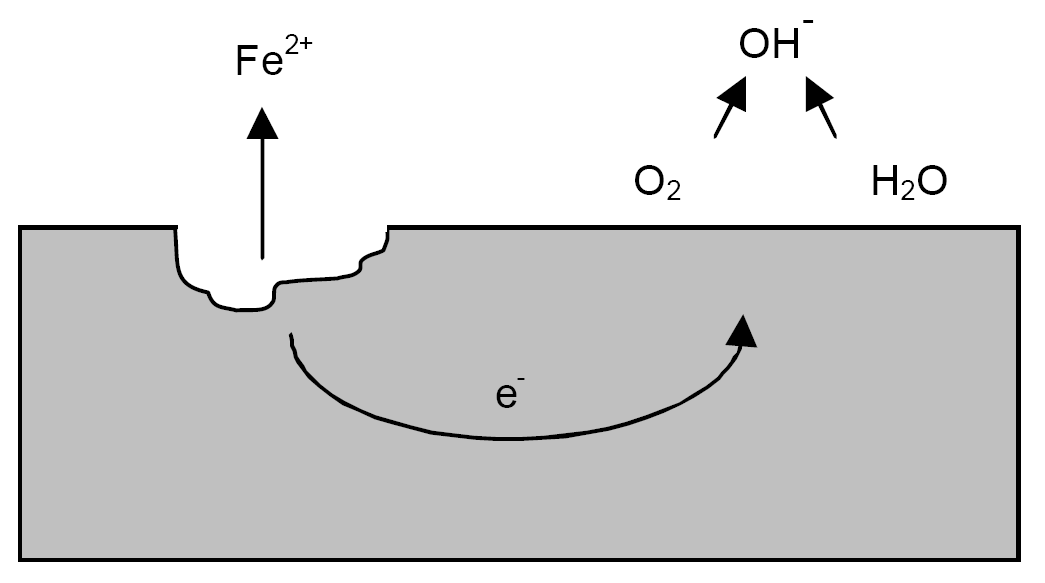
Esquema de la corrosió del ferro

La corrosió dels metalls és un procés electroquímic que implica dues reaccions simultànies, d'oxidació i reducció (procés redox) i impliquen transport d'electrons així com ions.
Segons el tipus d'ambient, es distingeixen dues categories principals:
- Corrosió humida: l'ambient aquós que envolta la peça actua com a electròlit. Els agents oxidants, alhora, han de poder estar dissolts en aigua, els més comuns son l'ió hidrogen (H+) i l'oxigen dissolt. La corrosió humida es du a terme a menor temperatura que la seca, en general. Aquest tipus de corrosió és el més comú, el trobem per exemple en ferro en contacte amb aire i humitat.
- Corrosió seca: També anomenada corrosió a alta temperatura, es du a terme en absència de líquid, però requereix temperatures elevades. El propi metall i la capa d'òxid que creix sobre aquest actuen com a medis de transport dels electrons i ions. Els agents oxidants són gasos, com el propi oxigen, òxids de nitrogen, òxids de sofre, etc...
  - Oxidació M → Mn+(aq) + ne-
  - Reducció

1. Ambient àcid O₂+ 4H+(aq)+4e-→ H₂O o bé 2H++2e-→H₂
2. Ambient bàsic O₂+2H₂O+4e-→4OH- o bé 2H₂O+2e-→H₂+2OH-

## Mecanismes de la corrosió

### Corrosió humida
Es tracta del mecanisme més comú. En ell es donen aquests processos:
- Procés electroquímic redox, amb una reacció catòdica (reducció) i una anòdica (oxidació). La catòdica consumeix electrons, típicament és la reducció de l'oxigen dissolt en el líquid, o la reducció de l'hidrogen si es tracta d'un medi àcid. La reacció anòdica és la oxidació del metall. En aquesta, el metall passa a forma de ió metàl·lic i s'alliberen electrons. En aquest pas, una mica del metall es “perd”, ja que passa a forma d'ió metàl·lic i es dissol. Un exemple és el procés redox en la corrosió humida del ferro amb l'oxigen dissolt en l'aigua:

Reacció anòdica: 2Fe --> 2Fe2+ + 4e-
Reacció catòdica: O₂ + 2H₂O + 4e- --> 4OH-
- Els electrons generats a la reacció anòdica es transporten a través del metall fins a la zona de la reacció catòdica, on són consumits. Per a que un material es corrogui, aquest ha de ser conductor d'electrons, ja que sense aquest transport no es podrà donar la reacció.
- Els ions metàl·lics (positius) i els ions negatius generats a les reaccions es transporten per l'electròlit entre la zona anòdica i catòdica (els ions positius d'ànode a càtode, els negatius a la inversa)
- En determinades condicions de pH o amb determinats reactius, en lloc de dissoldre's els ions metàl·lics, es formen compostos insolubles, com òxids o hidròxids. Aquests compostos poden precipitar en el líquid o formar una capa sobre el metall que s'està oxidant. En l'exemple explicat, seria la formació d'òxid de ferro sobre la superfície del metall humit.[1]

### Corrosió seca
La corrosió en absència d'un líquid que actuï com a electròlit és menys comú, i es sol produir a alta temperatura. Per exemple, en casos on el metall està exposat a gas calent, en calderes i en processos industrials. La superfície del metall reacciona amb l'agent oxidant en el gas, perdent electrons i formant un òxid. Aquesta capa d'òxid cobreix la superfície i continua creixent. Per a que el procés es pugui produir, els ions generats a la reacció han de poder transportar-se per l'òxid, la difusió dels ions a través de l'òxid es produeix a altes temperatures.
Els processos segueixen lleis termodinàmiques i lleis cinètiques de reaccions heterogènies. Es tracta d'un procés més complicat que el de la corrosió humida, i dependrà de factors en cada cas, com la forma, l'adhesió, la porositat o la conductivitat de la capa.

## Passivació
Encara que la corrosió de metalls té efectes generalment negatius, alguns metalls són capaços de formar capes d'òxid dielèctric que serveixen com a barrera davant l'ambient oxidant que els envolta. Aquesta barrera disminueix la velocitat de corrosió, fins a valors negligibles, protegint la resta del metall que es troba per sota. El procés de formació d'aquests òxids protectors s'anomena passivació.
L'alumini és un dels metalls principals que forma capes passivants del seu òxid. En condicions atmosfèriques, de baixa contaminació ambiental, i a pH entre 4.5 i 8.5, es forma una capa espontàniament. La capa passivant de l'alumini és poc conductora, i juntament amb la lleugeresa i propietats mecàniques de l'alumini, el fa molt versàtil. Tot i així, la formació d'aquest òxid es irreversible i, per tant, no es pot reduir catòdicament. Es pot dissoldre l'alumini només per alcalinització local. S'usa principalment en marcs i teulades d'edificis.
La qualitat de l'òxid passivant d'un metall es valora fent servir la relació de Pilling-Bedworth. Es defineix com la ratio (R) entre el volum especific de l'òxid metàl·lic entre el volum específic del metall corresponent.
{\displaystyle PB={\frac {V_{esp}(ox)}{V_{esp(m)}}}}
És a dir, com més semblants en mida siguin les estructures ordenades que formen tant el metall com l'òxid corresponent, més protectora serà la capa. Hi ha tres casos característics:
- R(P-B) < 1: la capa es porosa i no cobreix completament el metall, permetent que continuï la corrosió.
- R(P-B) ≈ 1: la capa es passivant, cobrint uniformement la superfície del metall.
- R(P-B) > 1: la capa es fàcilment exfoliable, es pot desenganxar del metall i, per tant, no oferirà protecció.

Esquema dels tres casos característics de formació de capes d'òxid, segons la relació de Pilling-Bedworth.

La protecció i resistència de la capa és superior, a més, si l'òxid es refractari, té baixa plasticitat, i coeficient de dilatació similar al metall.
Tanmateix, encara que la capa de protecció en condicions ambientals sol ser de llarga durada, sota condicions de potencials o corrents aplicats sobre el metall massa elevats, o si el metall es troba en solucions d'alt poder oxidant, es pot dur a terme un procés de transpassivació. La transpassivació implica que la capa torna a ser més conductora, i augmenta el corrent que hi circula, permeten que la capa d'òxid es redissolgui i desaparegui. 

## Termodinàmica de la corrosió
Per a corrosió humida, els efectes sobre la termodinàmica de la reacció de diferents factors, com ara el pH, el potencial aplicat al metall, etc… es poden resumir en diagrames de Pourbaix, on s'il·lustren les fases estables majoritàries per un equilibri químic concret. Dona informació sobre rangs d'estabilitat del metall i de l'aigua així com els productes de la corrosió, però aquestes dades només són termodinàmiques. No tenen en compte la cinètica del procés.
Els aspectes termodinàmics de la corrosió cal introduir-los començant pel concepte d'energia lliure: de fet, la corrosió només pot tenir lloc quan la variació d'energia lliure associada a la reacció és negativa. Només llavors es diu que la reacció està afavorida termodinàmicament. Aquest fet es tradueix en termes de variació de potencial, anomenada també força electromotriu. Es diu que l'estudi de l'equilibri químic i electroquímic de les reaccions permeten determinar sota quines condicions té lloc el fenomen de corrosió. Un cop estudiats alguns conceptes bàsics d'equilibri químic, aquests es podran aplicar específicament a les reaccions de corrosió.
Els processos de corrosió es poden descriure per una reacció de tipus:
{\displaystyle {\ce {aA + bB -> cC + dD}}}
A aquesta reacció se li pot associar una funció d'estat, anomenada energia lliure de Gibbs, G, la qual disminueix a mesura que avança la reacció. Aquesta reducció o variació d'energia lliure, ΔG, s'anomena també afinitat de la reacció i s'expressa segons la següent equació:
{\displaystyle \triangle G=\triangle G^{0}+RT\cdot \ln {\frac {a_{C}^{c}\cdot a_{D}^{d}}{a_{A}^{a}\cdot a_{B}^{b}}}}
On  {\displaystyle \triangle G^{0}} és la variació d'energia lliure estàndard involucrada en la reacció quan te lloc sota condicions estàndards, R és la constant de gas universal igual a 8.314 J/mol·K, T és la temperatura absoluta i, finalment,  {\displaystyle a_{I}^{i}} és l'activitat de les especies  elevades al seu coeficient estequiomètric. D'altra banda, la variació d'energia lliure es pot relacionar amb la constant d'equilibri seguint l'equació que es mostra a continuació:
{\displaystyle \triangle G=\triangle G^{0}+RT\cdot \ln K}
D'aquesta manera, una condició necessària perquè tingui lloc la reacció i, en concret, la reacció de corrosió és que {\displaystyle \triangle G<0}. Contràriament, si {\displaystyle \triangle G=0} ó {\displaystyle \triangle G>0}, són condicions suficients per fer que la reacció no tingui lloc. En el primer cas, la reacció es troba en equilibri, mentre que en el segon cas la reacció tendeix a anar en direcció oposada a la indicada.
Tenint en compte que el procés de corrosió es dona segons les següents reaccions:
- {\displaystyle {\ce {{M}+A->M^{Z+}+({\frac {Z}{a}})A^{(}a-)}}}(reacció global)
- {\displaystyle {\ce {M->M^{z+}+{ze^{-}}}}} (semireacció anòdica)
- {\displaystyle {\ce {{A}+ze^{-}->({\frac {z}{A}})A^{(}a-)}}}(semireacció catòdica)

I partint de que el procés de corrosió es de naturalesa electroquímica, llavors la variació d'energia lliure s'expressa com:
{\displaystyle \triangle G=-z\cdot F\cdot \triangle E}
On {\displaystyle \triangle E} és la força electromotriu o diferencia de potencial aplicat durant el procés. Per tant, la condició termodinàmica perquè la reacció tingui lloc és {\displaystyle \triangle E>0} ja que així {\displaystyle {\ce {\triangle G<0}}}. El potencial d'equilibri, {\displaystyle E_{eq}}, es calcula aplicant simplement l'equació de Nernst:
{\displaystyle E_{eq}=E^{0}-{\frac {RT}{zF}}\cdot \ln {\frac {a_{C}^{c}\cdot a_{D}^{d}}{a_{A}^{a}\cdot a_{B}^{b}}}=E^{0}-{\frac {0.059}{z}}\cdot \ln {\frac {a_{C}^{c}\cdot a_{D}^{d}}{a_{A}^{a}\cdot a_{B}^{b}}}}
On {\displaystyle E^{0}} és el potencial estàndard, z és el nombre d'electrons involucrats i F és la constant de Faraday. Si es considera una pressió de 1 atm i 25 °C, es pot eliminar part dels termes davant del logaritme. D'aquesta manera, la variació d'energia lliure es pot expressar pel potencial de la següent manera:
{\displaystyle \triangle E=E_{c}-E_{a}}
Només quan {\displaystyle E_{c}>E_{a}} tindrpa lloc el procés de corrosió espontàniment, ja que d'aquesta forma l'energia lliure de Gibbs serà negativa. Això vol dir que el potencial de la semireacció catòdica ha de ser més positiu (més noble) que el procés anòdic (oxidació del metall). D'altra banda, per avaluar la força electromotriu es necessari conèixer els potencials d'equilibri de la reacció que te lloc a cada una de les superfícies dels elèctrodes. Cal remarcar l'efecte del pH, és a dir, si hi ha protons o hidròxids en el medi, aquests s'han de considerar ja que modificaran el potencial d'equilibri (a 1 atm, 25 °C):
{\displaystyle {\ce {aA + bB -> cC + hH+ + ze^-}}}
{\displaystyle E_{eq}=E^{0}-0.059{\frac {h}{z}}\cdot pH+{\frac {0.059}{z}}\cdot \ln {\frac {a_{C}^{c}}{a_{A}^{a}}}}
En la majoria de processos de corrosió tenen lloc dues reaccions catòdiques, la reacció de reducció de protons i la de reducció d'oxigen. Per tant, per valorar la corrosió dels metalls, en és útil distingir entre solucions àcides i solucions neutres o alcalines. La reducció d'oxigen sempre es produeix si hi ha en el medi. Mentre que, l'evolució d'hidrogen es produeix en ambients generalment àcids. La recció d'evolució d'hidrogen pot tenir lloc tan en medi àcid com en medi neutre o alcalí (només si el material és electronegatiu, com ara Al o Mg) i es donen seguint les següents reaccions:
{\displaystyle {\ce {2H_3O+ + 2e^- -> H_2 + 2H_2O}}} (medi àcid)
{\displaystyle {\ce {2H_2O + 2e^- -> 2OH- + H_2}}} (medi neutre o alcalí)
D'aquesta manera, el potencial d'equilibri corresponen a l'evolució d'hidrogen es troba a partir dels diagrames de Pourbaix:
{\displaystyle E_{eq}=-0.059\cdot pH}
Pel que fa la reducció d'oxigen, té lloc tan en solucions àcides com en neutres o alcalines, i normalment a potencials molt positius:
{\displaystyle {\ce {O_2 + 4H+ + 4e^- -> 2H_2O}}} (medi àcid)
{\displaystyle {\ce {O_2 + 2H_2O + 4e^- -> 4OH-}}} (medi neutre o alcalí)
En aquest cas, el potencial d'equilibri ve donat per l'equació de Nernst:
{\displaystyle E_{eq}=1.229-0.059\cdot pH}
Per a corrosió seca, i tenint en compte el efecte de la temperatura, la espontaneïtat del procés es valora fent ús dels diagrames de Ellingham, que relacionen temperatura amb l'energia lliure de Gibbs dels procès. També pot tenir en compte els volums parcials dels gasos que actuen com agents oxidants, com l'hidrogen o el vapor d'aigua. La posició dels òxids dins del diagrama d'Ellingham permeten comparar la estabilitat termodinàmica dels òxids que s'hi mostren.

## Cinètica de la corrosió
La velocitat de corrosió quan es tracta de corrosió uniforme és:
{\displaystyle V_{c}={\frac {\triangle m}{St}}}
On S és l'àrea del metall, t un interval de temps, i Δm la massa que es perd en aquest temps.
En la corrosió humida, es produeixen quatre processos (reacció anòdica, reacció catòdica, transport d'electrons i transport d'ions). Tots estan limitats a la intensitat del procés més lent, per tant es produeixen amb la mateixa intensitat. La velocitat de la corrosió depèn d'aquesta intensitat i la massa perduda es pot descriure com:
{\displaystyle {\triangle m}={\frac {QM}{Fz}}}
On Q és la càrrega (intensitat * temps), M és el pes molecular, F és la constant de Faraday, i z és el número d'electrons transferits a la reacció.
El transport dels electrons al metall és el procés més ràpid. Per tant, l'etapa limitant serà la reacció catòdica o anòdica, o el moviment dels ions superant la resistència òhmica de l'electròlit. La corrent de les reaccions electroquímiques es pot descriure amb Butler-Volmer.
En la corrosió seca, els metalls s'oxiden en contacte amb gasos com l'oxigen, de forma espontània des d'un punt de vista termodinàmic. Tanmateix, aquest tipus de corrosió resulta en la formació d'òxid en la superfície, i des d'un punt de vista cinètic, la reacció a través d'aquest òxid és més lenta. L'òxid pot ser protector, com s'explica a l'apartat de passivació, en aquest cas la corrosió es torna cada cop més lenta a mesura que passa el temps i es forma òxid. Si no és protector, la velocitat de corrosió és constant . En els dos casos, el procés està limitat cinèticament per la difusió d'ions i el transport d'electrons a través de l'òxid, que depèn del material, i augmenta amb la temperatura.

## Tipus de corrosió

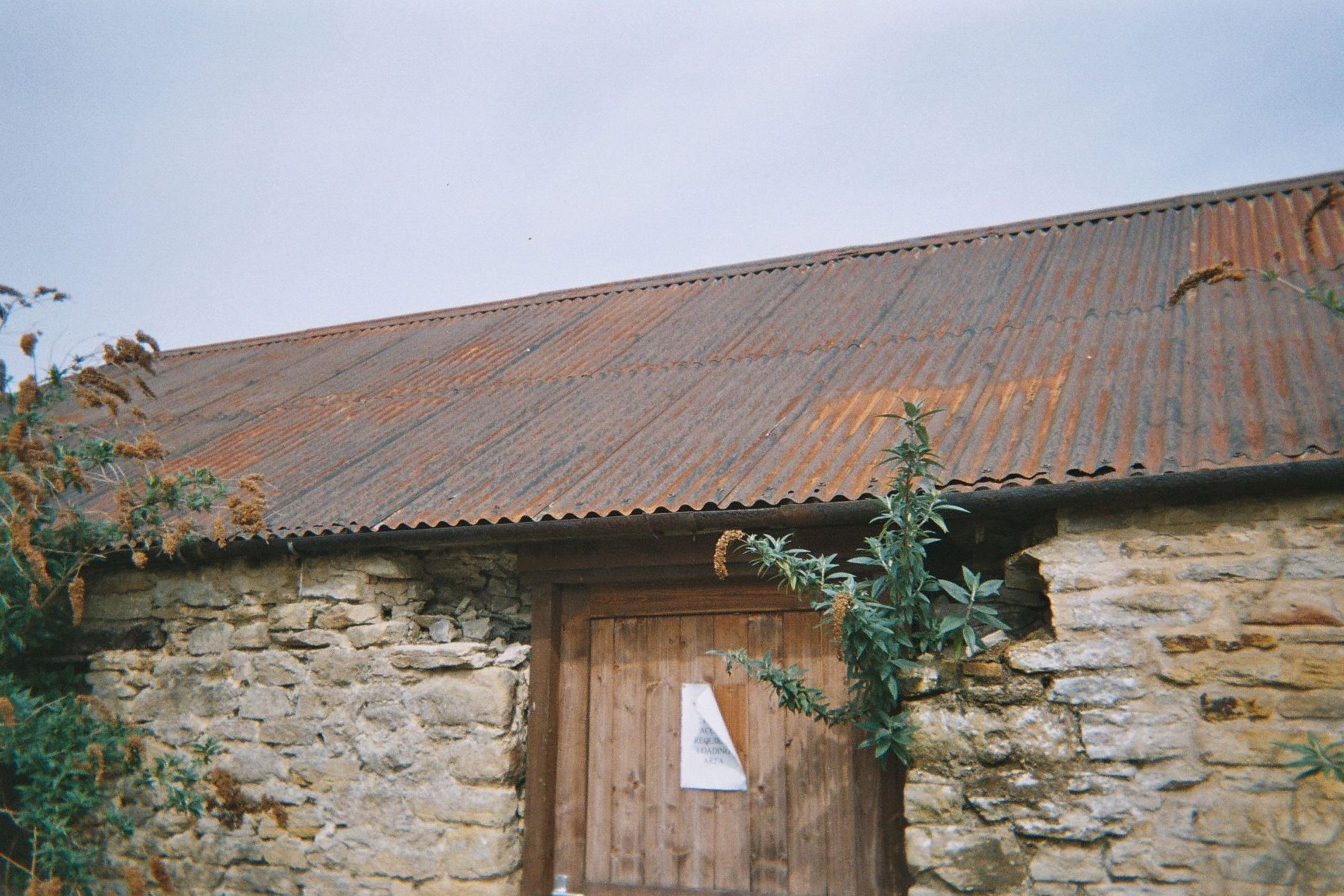
Sostre oxidat de xapa ondulada d'acer.

Existeixen diferents tipus de corrosió. Els més comuns són:

### Corrosió homogènia
La corrosió homogènia, també anomenada corrosió generalitzada, afecta a tota la superfície exposada del metall actiu en contacte amb un ambient agressiu degut a que la zona anòdica i catòdica coincideixen.
Alguns exemples de corrosió homogènia serien els següents:
- L'acer quan es exposat a la atmosfera, o immers en una dissolució neutra o àcida, especialment si es carbonat, oli y agua marina.
- Acer inoxidable en un dissolució àcida o en un medi que contingui CO2.
- Zinc en una dissolució àcida.[3]

### Corrosió galvanostàtica
La corrosió galvanostàtica, també anomenada corrosió per contacte, es presenta quan es posa en contacte dos metalls amb una diferència de potencial entre ells y un electròlit, el qual pot ser la mateixa humitat o inclòs un dels metalls. Un exemple molt comú de la corrosió galvànica de l'alumini quan està en contacte amb ferro.
Ànode galvànic (o de sacrifici): És una aplicació del procés de corrosió galvànic, que consisteix en recobrir la superfície del metall més noble amb el menys noble. D'aquesta manera, es protegeix el metall més noble que és el material d'interès.
Els ànodes galvànics més utilitzats són els de alumini, zinc i magnesis, encara que l'ànode que s'utilitzarà dependrà del material que es vol protegir y del medi on es farà l'ús d'aquest materia.

### Corrosió per picadura
La corrosió picadura produeix a la superfície del material forats o cavitats. La profunditat d'aquests forats sol ser normalment iguals. La corrosió per picadura es considera més perillosa que la corrosió uniforme degut a que és més difícil de detectar i d'evitar.

### Corrosió per esquerdes
Corrosió per escletxa, o per esquerdes, més coneguda pel seu nom que té amb anglès crevice corrosion, consisteix en una fractura dins de la superfície del metall. Aquesta corrosió quan hi ha diferència de concentració d'oxigen o del ió metàl·lic entre l'interior de la fractura i l'electròlit.

### Corrosió intergranular
La corrosió intergranular, també coneguda com corrosió intercristal·lina, és un tipus de corrosió present en aliatges. Aquesta corrosió implica la desaparició del metall en un punt de la superfície. La corrosió es pot produir de diferents maneres, que van des d'un atac uniforme sobre la superfície fins i tot un atac més agressiu en diferents zones. La causa general de la corrosió intergranular és la presència d'elements galvànics per diferència de concentracions d'impureses o elements d'aliatge entre el material o els límits de gra.
Alguns exemples de metalls que poden presentar corrosió intergranular:
- Acer inoxidable que ha sigut tractat amb un tractament tèrmic
- Acer inoxidable EN 1.4401 (AISI 316) en un medi d'àcid nítric concentrat.[3][5]

### Corrosió selectiva
La corrosió selectiva o corrosió desaleant és un tipus de corrosió que té lloc en aliatges on es produeix un atac selectiu. Generalment es corrou primer el metall menys noble deixant el metall més noble o metalls passivats sense corrosió o amb una corrosió molt inferior.
En alguns casos, aquest tipus de corrosió pot afectar només a la superfície sense causar danys estructurals però en altres casos pot arribar a causar lixiviació de l'aliatge causant una susceptibilitat superior del metall a altres tipus de corrosió.

### Corrosió per fricció
Quan dos components es troben estretament units i estan sotmesos a un lleuger moviment de lliscament repetit té lloc un fenomen de desgast per fricció. El moviment pot variar des de nanòmetres fins als micròmetres d'amplitud. La fricció entre les diferents parts pot donar lloc a desgast adhesiu, formació d'esquerdes de fatiga i delaminació per l'eliminació de petites partícules de la xarxa metàl·lica. Els objectes més vulnerables front aquest tipus de corrosió són les peces d'ajustament a pressió, unions cargolades i altres tipus d'assemblatges.

### Corrosió per tensió
La corrosió per tensió és un procés de corrosió que implica l'acció d'un agent corrosiu i una tensió constant i mantinguda simultàniament.
Aquesta tensió pot ser generada per càrregues externes, forces centrifuges, canvis de temperatures o tensions internes degut a soldadura o tractaments tèrmics. Les esquerdes són generades a la superfície i evolucionen intergranularment o transgranularment amb més o menys ramificació en funció del cas. Sí la generació d'aquestes esquerdes no és detectada a temps pot causar una fractura molt ràpidament.

### Corrosió per fatiga
La corrosió per fatiga és molt similar a la corrosió per tensió ja que consisteix en la formació d'una esquerda o fractura d'un material per aplicació d'una tensió en presència d'un agent corrosiu. La diferència entre aquests dos mètodes és que en el cas de la corrosió per tensió es tracta d'una tensió constant i mantinguda, en canvi, en la corrosió per fatiga l'esquerda és generada per una variació de la tensió.

### Cavitació
La cavitació és un efecte hidrodinàmic què es dona quan tenen lloc canvis de pressió ràpids en un líquid donant lloc a la formació de petites cavitats. Aquest tipus de corrosió significa un desgast important en molts àmbits de l'enginyeria com poden ser impulsors de bombes i colzes de canonades on es produeix un canvi sobtat de direcció del fluid.

### Erosió
Consisteix en el desgast progressiu de la superfície del material degut a la interacció mecànic entre la superfície del metall i al fluid. Al desgast mecànic de la superfície del metall, provocat pel fluid corrosiu, fa que el material sigui més propens a patir corrosió.
Els material tous com el plom y el coure, són els més susceptibles a tenir corrosió per erosió.

### Corrosió a altes temperatures
La corrosió a altes temperatures o també anomenada corrosió seca es produeix al sotmetre un metall en contacte amb un gas calent en absència d'un electròlit aquos. Encara que no tingui electròlit aquos la corrosió per alta temperatura és un procés electroquímic involucrant reaccions parcials anòdiques i catòdiques. L'òxid superficial produit o altres sals foses presents a la superficie del metall actuen com a electròlit.
El creixement de la capa d'òxid en la corrosió per alta temperatura està controlada per difusió de materia a diferencia de la corrosió a baixa temperatura o a temperatura ambient.

### Pèrdua de corrent
La pèrdua de corrent és un tipus de corrosió generada pel corrent perdut d'un sistema. Aquesta és produïda per un corrent elèctric extern i difereix de la resta ja que és independent de factors ambientals externs. Aquesta corrosió pot estar combinada amb altres tipus de corrosió però només la part generada pel corrent elèctric perdut extern és definida com a corrosió per pèrdua de corrent.  

### Corrosió per exfoliació
La corrosió per exfoliació és un tipus de corrosió subsuperficial que es genera sobre una superficie neta i evoluciona al llarg dels plans paral·lels a la superficie. Difereix de la corrosió per picadura en que té una aparença laminar.

### Corrosió microbiològica
La corrosió microbiològica és la corrosió produïda per la presencia o l'activitat d'un microorganisme en un metall. Aquest tipus de corrosió és produïda per l'adhesió de cert grup de bacteris que formen una capa anomenada biofilm sobre el metall la qual produeix una modificació de les propietats químiques locals que fan el material més susceptible a la corrosió.

## Protecció a la corrosió
Amb relació a la corrosió s'estan fent actualment molts esforços per tal de prevenir-la o, almenys, endarrerir-la i reduir-la.
El primer pas a la lluita contra la corrosió se centra a evitar-la mitjançant el disseny de les estructures o per l'elecció del materials. D'aquesta manera pot reduir-se la corrosió a la que estan sotmeses certes estructures produint-ne de més arrodonides, ja que les puntes i les cavitats fomenten la oxidació del metall en qüestió. D'altra banda també s'ha de tenir en compte que les cantonades als sistemes de canalització d'aigua així com la presència excessiva d'humitat augmenten la velocitat a la que un determinat material es corrou. D'aquesta manera és important augmentar el radi de gir de les canonades per tal de reduir el risc de patir corrosió per erosió.
Una altra manera d'evitar o, si més no, endarrerir els processos corrosius sobre un sistema és la protecció d'aquest. Actualment hi ha diversos tipus de protecció, tot i que tots ells consisteixen a recobrir el metall que ens interessa recobrir d'algun altre material:

### Protecció electroquímica
La protecció electroquímica consisteix en el recobriment del substrat metàl·lic per part d'un altre metall. Segons si el metall del recobriment és més o menys noble que el del substrat obtindrem protecció anòdica o protecció catòdica.

#### Protecció catòdica
El substrat es recobreix amb un metall més noble que el del substrat evitant porus i esquerdes per a evitar que l'atmosfera oxidant entri en contacte amb el metall del substrat que és més propens a oxidar-se. Aquest mètode és més efectiu que la passivació si pot assegurar-se l'absència de porus i esquerdes. Una de les primeres tècniques d'aquest tipus és l'anomenada ànode de sacrifici, que consisteix a recobrir una petita part de l'estructura metàl·lica amb un metall menys noble per a que la part oxidada sigui aquest recobriment i no el substrat.

#### Protecció anòdica
La protecció anòdica consisteix a recobrir el substrat amb un metall més noble per tal que aquest recobriment actuï com a ànode a les possibles oxidacions. En aquest cas no es tant important evitar l'absència de porus i esquerdes ja que quedaran protegides esquerdes de l'ordre dels centímetres de grandària. La pràctica més utilitzada d'aquesta tècnica és la galvanització de materials ferrosos i d'acers, que consisteix a aplicar una capa de zinc, ja sigui per tècniques electroquímiques o altres tècniques físiques, que s'oxidarà preferentment al ferro present al substrat.

### Recobriments per conversió
Els recobriments per conversió consisteixen a convertir la capa més superficial del substrat metàl·lic en un compost iònic per vía química o electroquímica. Hi ha de diversos tipus segons quin sigui el compost format

#### Anodització
L'anodització consisteix a crear una capa d'òxid protector a sobre del metall d'un gruix controlat. No tots els metalls són capaços de créixer òxids protectors. Per saber si un òxid és protector s'utilitza la relació de Pilling-Bedworth.

#### Fosfatació
La fosfatació és un procés de tractament superficial mitjançant el qual el substrat es tracta amb una dissolució àcida d'àcid fosfòric amb la qual cosa es forma una capa porosa i brillant de fosfat metàl·lic que a més de ser protectora contra la corrosió, presenta un bon ancoratge per a pintures o altres protectors temporals. Aquesta tècnica s'util·litza sobretot en acers o acers galvanitzats per a la formació d'una capa de fosfat de ferro (II) (Fe₃(PO₄)₂).

#### Pavonat
El pavonat consisteix a crear una capa de magnetita (Fe₃O₄), típicament sobre peces d'acer, per tal de protegir-les de la corrosió i millorar-ne l'aspecte. Les peces adquireixen una coloració blavosa o negra després de submergir-les amb una dissolució bàsica o de ser oxidades en atmosfera de CO₂ amb una petita proporció de CO.

#### Cromat
El cromat consisteix a submergir la peça d'interés a una dissolució àcida de dicromat de sodi i agents despassivants per tal de crear sobre el substrat una capa protectora d'òxid. Aquest mètode es feia servir per tractar alumini, zinc, cadmi o magnesi, però actualment està caient en desús degut a la elevada toxicitat del crom hexavalent.

### Altres recobriments inorgànics

#### Esmalts
Els esmalts són recobriments inorgànics obtinguts per fusió dels òxids que el componen sobre el substrat en un interval de temperatura que varia entre 550 i 1200 °C. Els esmalts tenen una composició industrialment ben definida per una mescla d'entre 5 i 10 òxids diferents. Aquests esmalts tenen diferents propietats segons la seva composició, però en estar formats principalment per òxid de silici, son bons protectors contra l'oxidació del substrat.

#### Pintures
Les pintures són sistemes heterogenis formats per un sòlid dispersat en líquid anomenat binder, la viscositat del qual pot modular-se afegint diferents dissolvents. Aquestes pintures, en afegir-se sobre un substrat formen una capa sòlida i adherent que protegeixen aquest d'entrar en contacte amb el medi exterior corrosiu, reduint la capacitat difusora de l'oxigen i de l'aigua.
A part d'aquesta acció protectora, també s'han creat pintures amb partícules micromètriques de zinc que ofereixen una protecció catòdica al substrat metàl·lic.

### Control ambiental
Una manera efectiva i àmpliament utilitzada de prevenció de la corrosió consisteix a una modificació del medi agressiu.
Els fonaments són influir sobre els processos anòdics i catòdics que tenen lloc, per reduir la corrosió a uns límits acceptables en els quals es pugui complir uns criteris de disseny i seguretat. Les principals accions referents a això es basen en la modificació del pH, la reducció en el contingut d'oxigen, l'ús de biocides per controlar l'activitat microbiològica o la injecció de determinats compostos com a inhibidors de la corrosió.

#### Control depH
Es pot incrementar el pH per evitar el procés catòdic d'evolució d'hidrogen, que es dona principalment en solucions lleugerament àcides; aquest procés és doblement beneficiós, ja que afavoreix també la passivació.
Aquesta tècnica es fa servir pel tractament de les aigües industrials a la qual s'afegeix amoníac, amines o sals d'amoni, protegint així les canonades d'acer de l'atac de substàncies àcides formades en els processos industrials.

#### Control d'oxigen
La presència d'oxigen és la principal causa de corrosió en ambients humits i a la naturalesa, la velocitat de corrosió és proporcional a la concentració d'oxigen.
Una manera efectiva de controlar l'oxigen és la seva eliminació, això pot dur-se a terme mitjançant mètodes físics o químics.
Els mètodes físics estan basats en la dependència que presenta la concentració d'oxigen amb la temperatura i la pressió.
Escalfant l'aigua a temperatures properes al seu punt d'ebullició pot reduir el contingut d'oxigen fins a 1 ppm.
Per aconseguir concentracions menors d'oxigen (requerides en plantes industrials o aplicacions d'aigua calenta sanitària) es poden combinar aquests mètodes amb un procés químic.
Els agents més utilitzats regularment en el procés químic d'eliminació d'oxigen són el bisulfit de sodi i la hidrazina.
2 Na₂HSO₃ + O₂ → 2 Na₂SO₄ + 2 H+
N₂H₄ + O₂ → 2 H₂O + N₂
La hidrazina presenta l'avantatge afegit que pot descompondre parcialment per formar amoníac, incrementant l'alcalinitat i facilitant la passivació:
N₂H₄ → 4 NH₃ + N₂

#### Inhibidors de la corrosió
Es tracta de substàncies que s'afegeixen en petites quantitats per disminuir la velocitat de corrosió a pràcticament zero sense alterar la composició del medi.
La seva forma d'actuar es basa en la modificació de la superfície del metall, ja sigui incrementant el sobrepotencial de les reaccions anòdiques i catòdiques, prevenint el contacte amb l'oxigen o afavorint les condicions de passivació.